# گودریچ (آیداهو)
گودریچ (به انگلیسی: Goodrich) یک منطقهٔ مسکونی در ایالات متحده آمریکا است که در شهرستان آدامز، آیداهو واقع شده‌است. گودریچ ۸۴۴٫۹۲ متر بالاتر از سطح دریا واقع شده‌است.